# Золоте кільце (Ісландія)

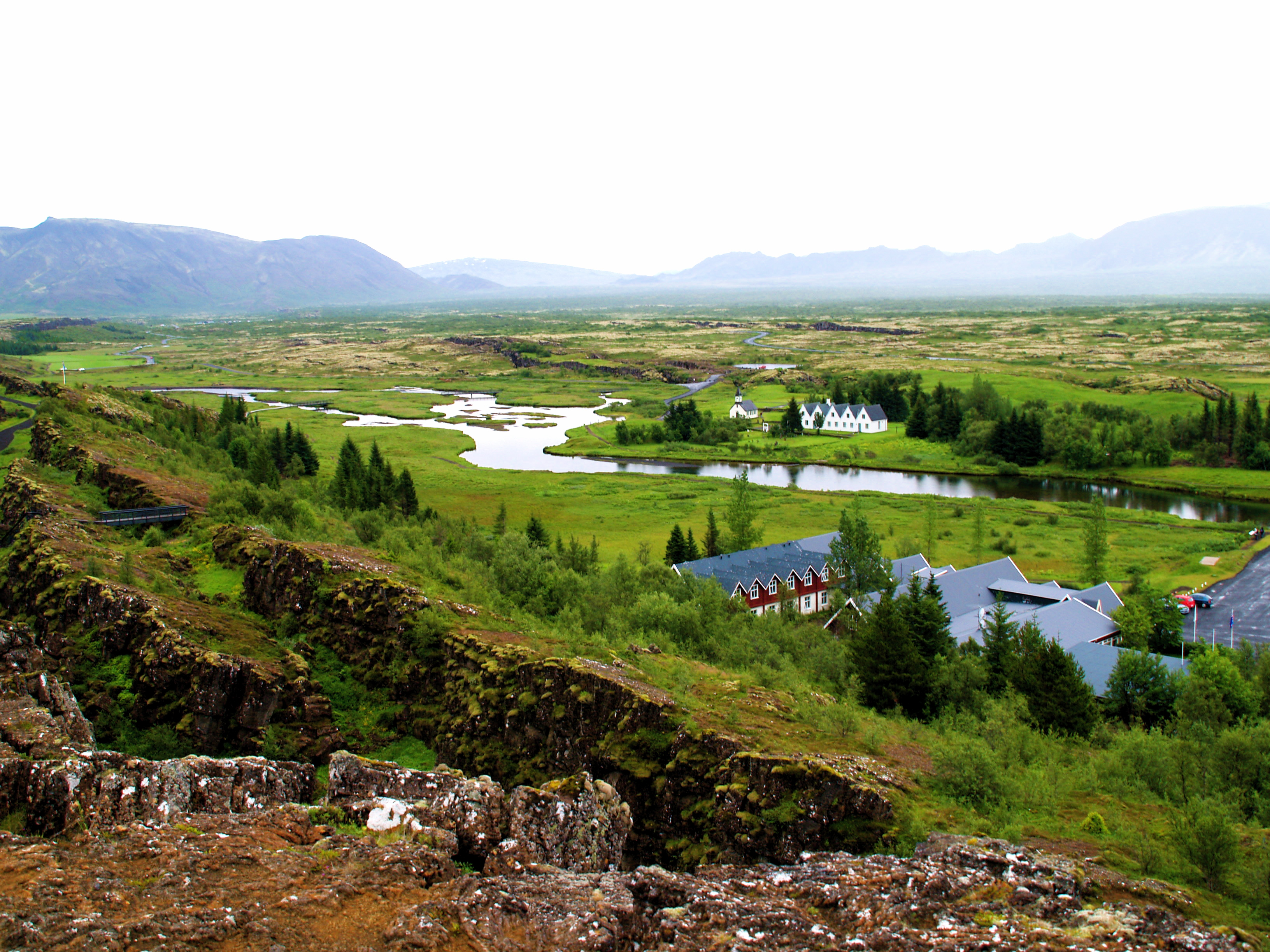
Національний парк Тінгветлір

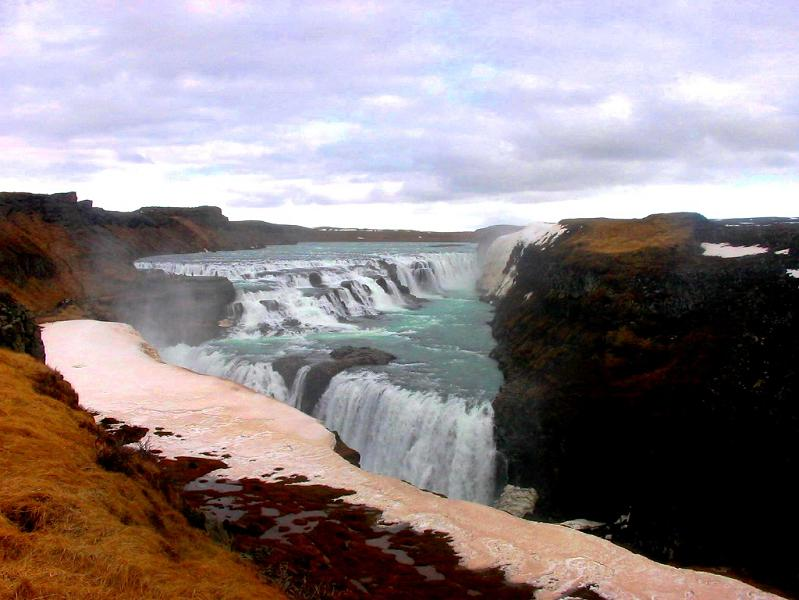
Водоспад Ґульфос

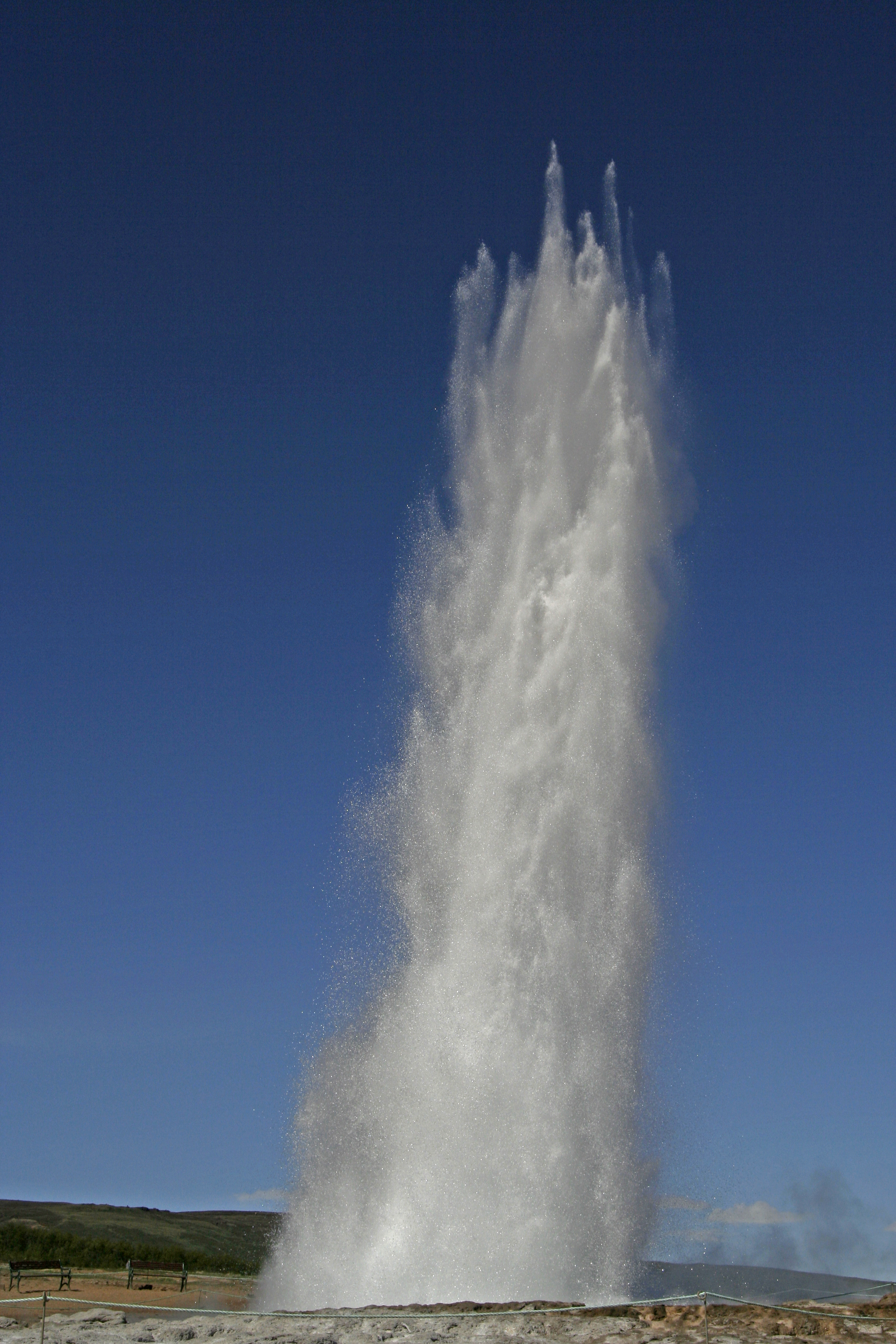
Строккур

Золоте Кільце — популярний туристичний маршрут на півдні Ісландії. Його траса починається з Рейк'явіка, сягає водоспаду Ґульфос, ближче центру Ісландії, де розташована більшість визначних туристичних об'єктів, і зазвичай на вечір повертається назад до Рейк'явіка.
Три головні зупинки маршруту є:
- Тінґветлір
- Гульфос
- і геотермальна долина Хейкадалюр, де розташовані гейзери Ґейсір та Строккюр.

Тінгветлір — це національний парк, де розташовані визначні пам'ятки природи та історії. Ґульфос, назва якого означає золотий водоспад це — вражаючий та видовищний водоспад, відвідання якого є першочерговим серед туристів. Два великі гейзери Строккур та Ґейсір — теж пропонують спектакулярні видовища.
Інші, менш часті зупинки, включають вулканічний кратер Керіз, село геотермальних теплиць Квераґерді, церкву у Скалгольті та геотермальну станцію Несьяветлір.

## Галерея

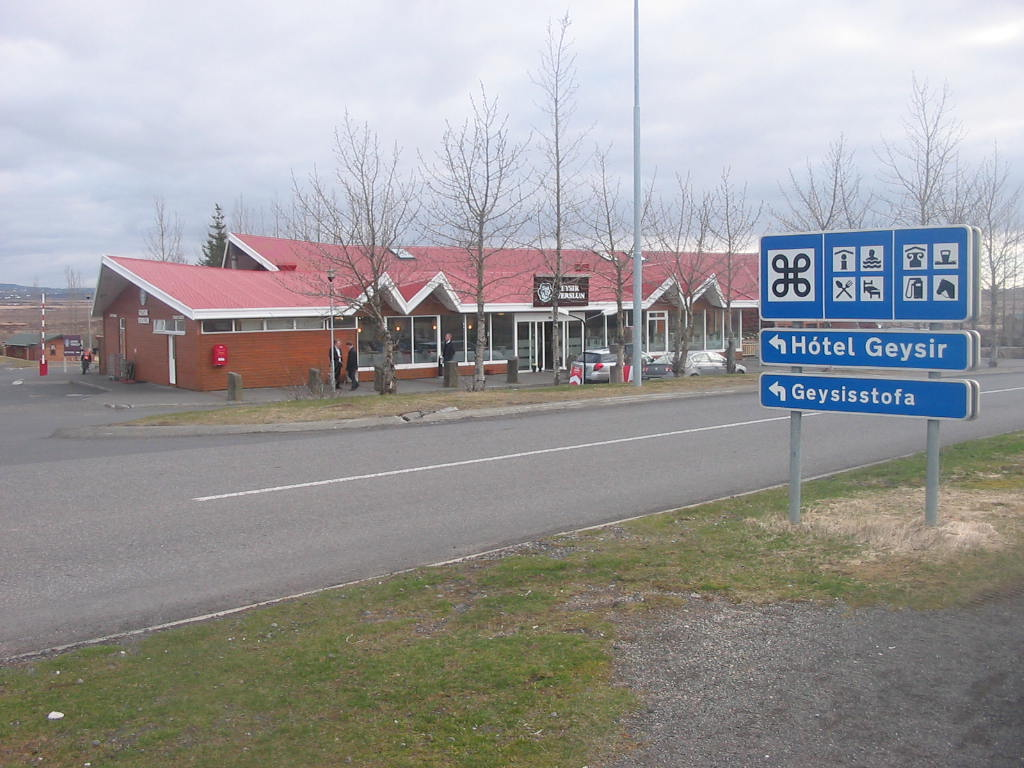
Гейзерна долина Хейкадалюр: Туристичний центр.
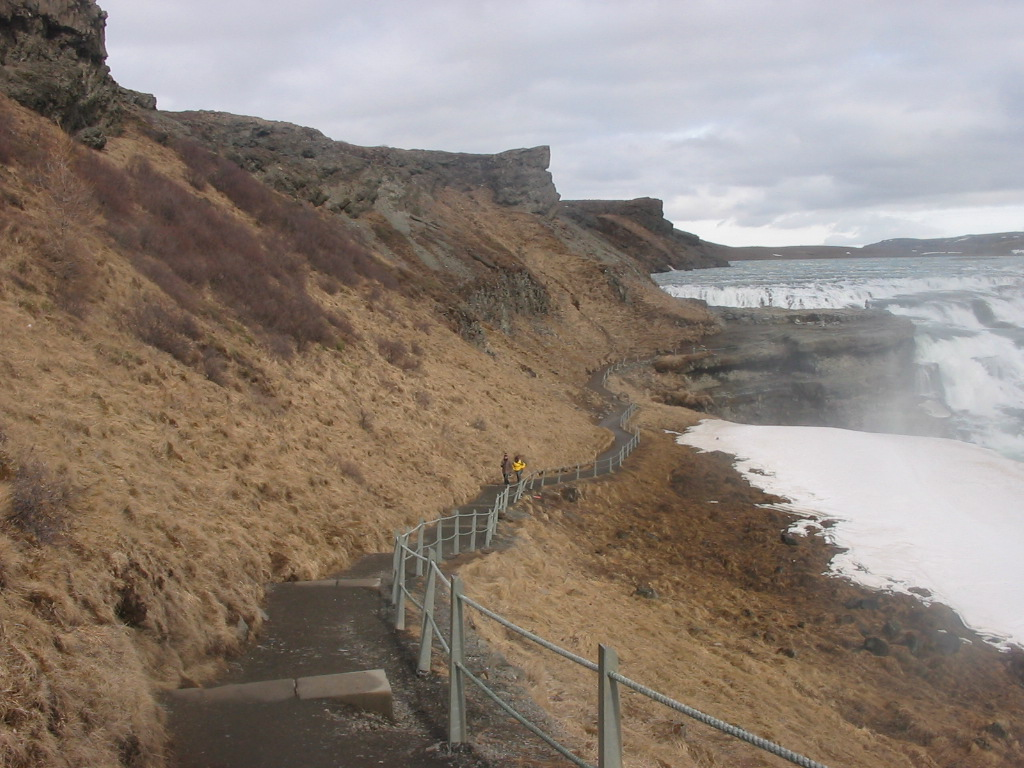
Туристична стежка при водоспаді Ґульфос
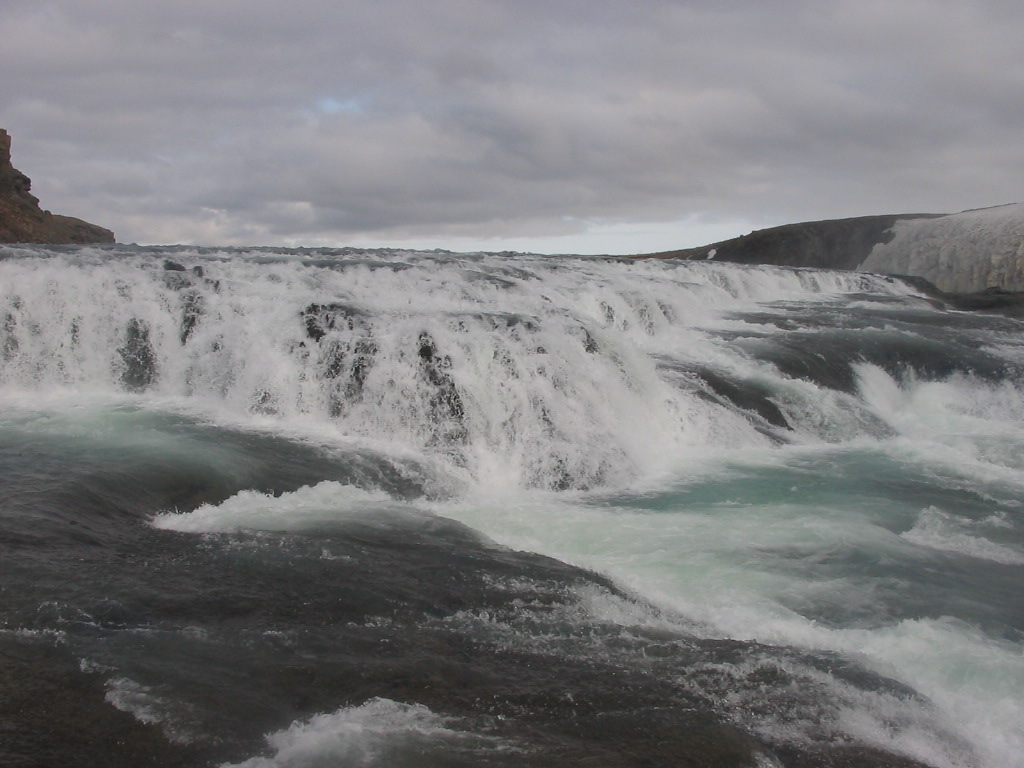
Водоспад Ґульфос
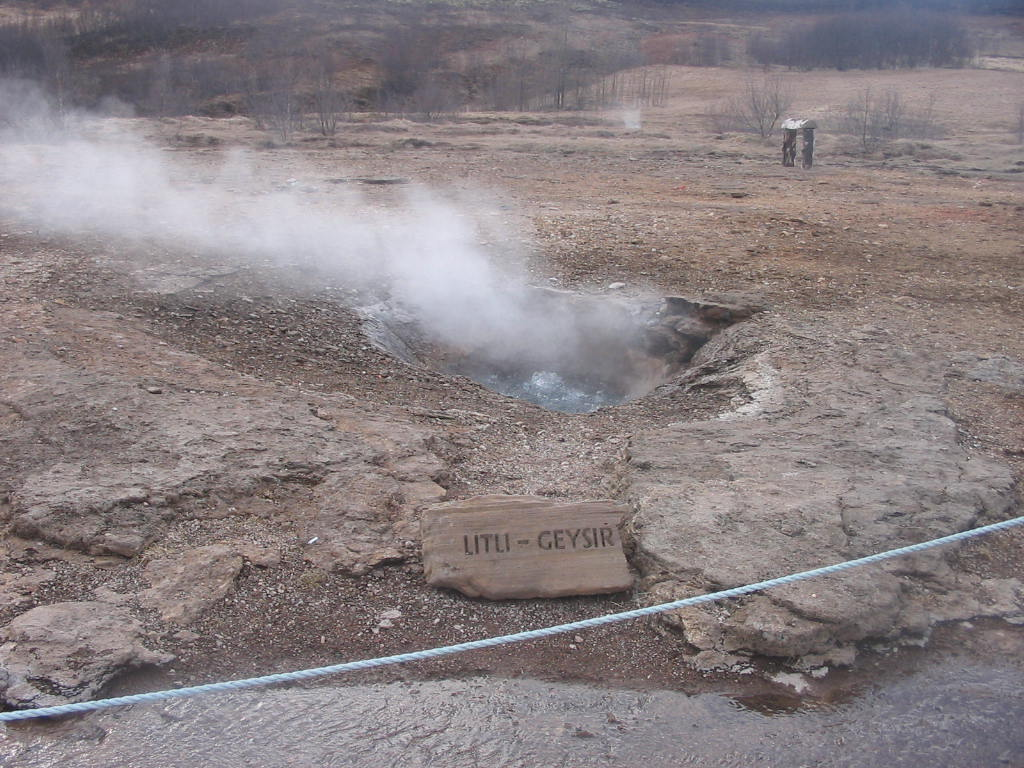
Малий гейзер у долині Хейкадалюр
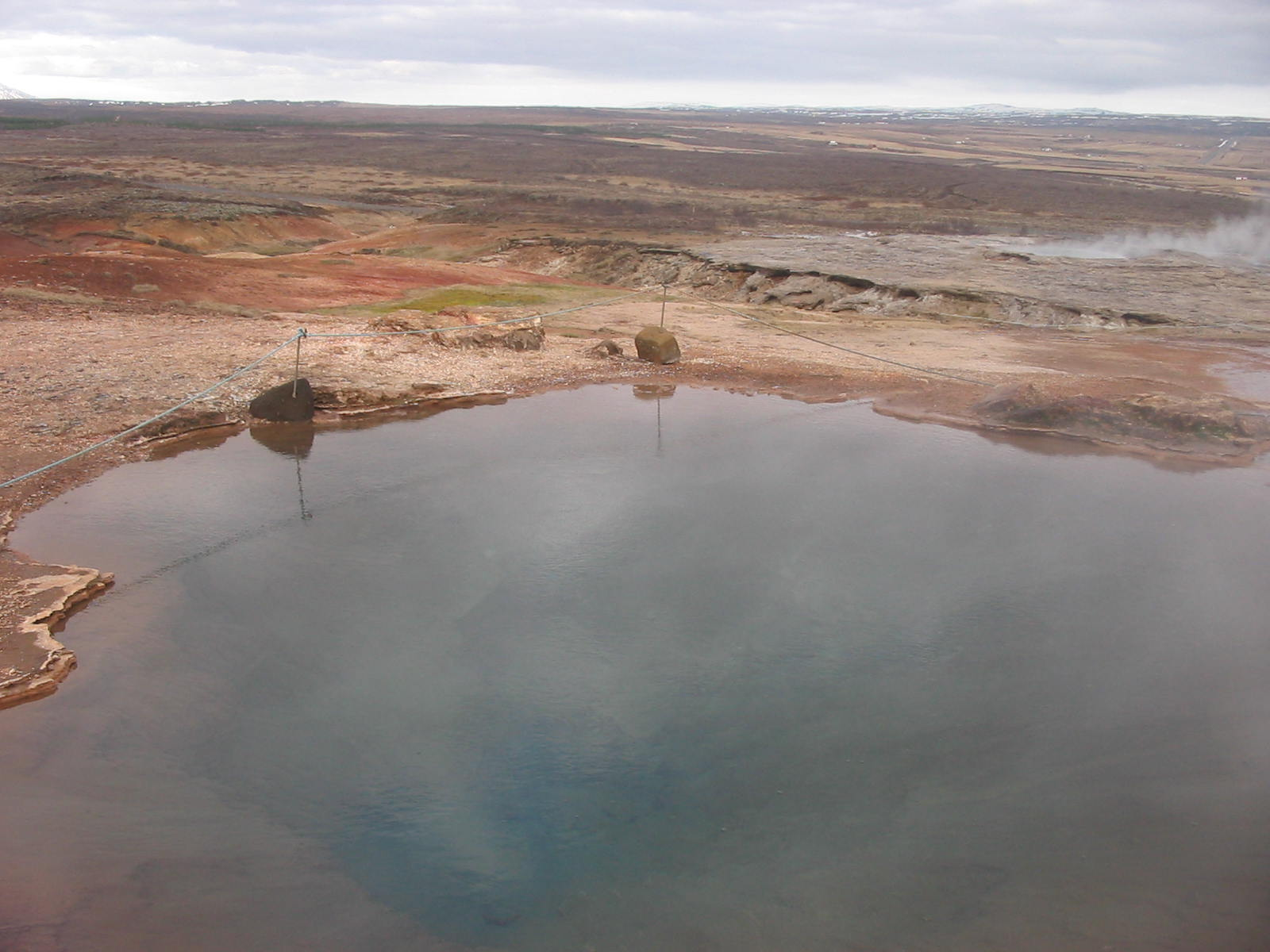
Долина Хейкадалюр
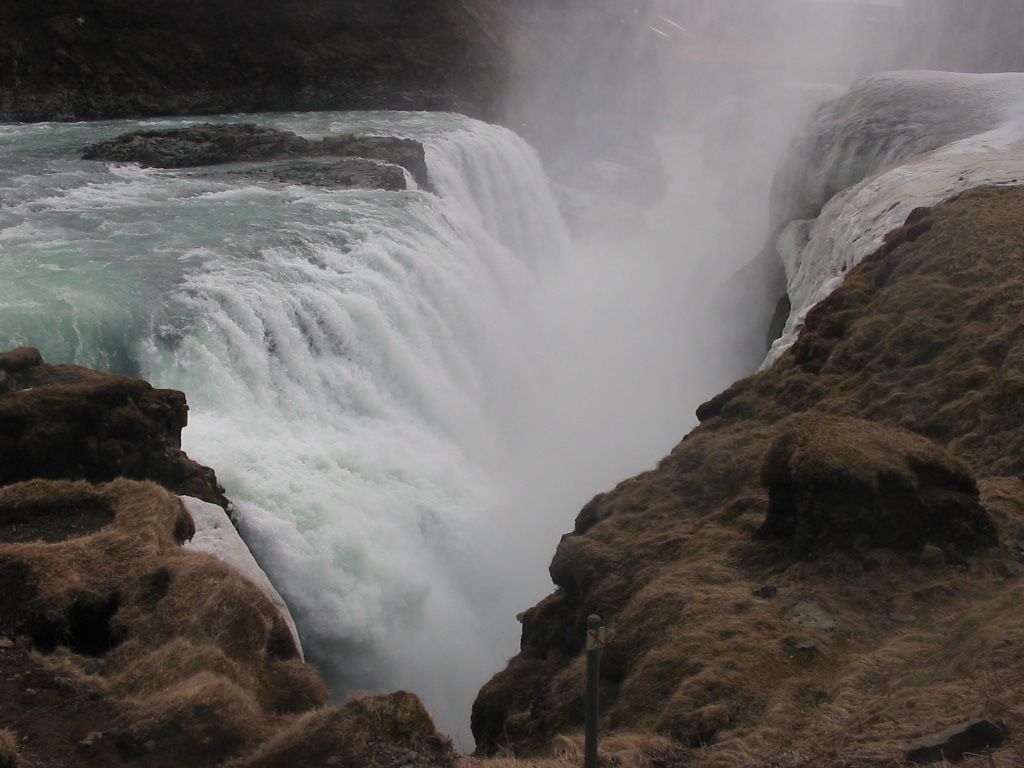
Водоспад Ґульфос
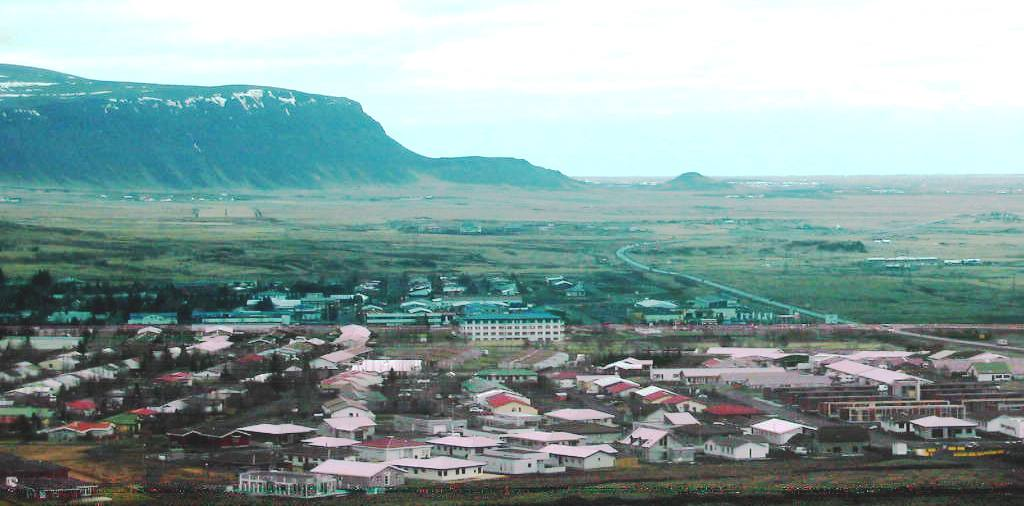
Село геотермальних теплиць Квераґерді
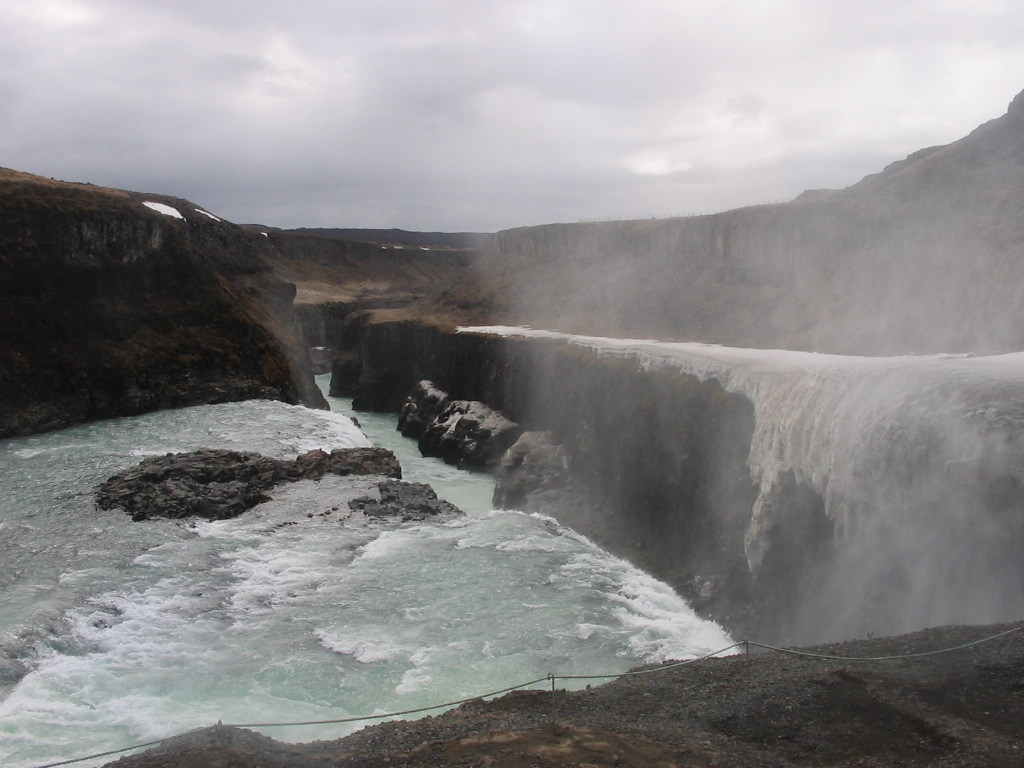
Водоспад Ґульфос